# GEOS-SC
GEOS-SC ist eine grafische Benutzeroberfläche für 32-Bit-RISC-Systeme, das 1997 von GeoWorks als Quasi-Nachfolger von GEOS 3.0 (PEN/GEOS) herausbrachte.
Es handelte sich um ein neu entwickeltes System für Hitachi SH und MIPS für mobile Geräte. Angepeilt war der Einsatz im Nokia Communicator, Nokia entschied sich aber 1998 für die Symbian-Plattform. So wurde GEOS-SC 1998 zwar in Handys für den japanischen Markt eingesetzt, erreichte darüber hinaus aber keine weitere Verbreitung.
GEOS-SC ist nicht PC/GEOS-kompatibel.

## LibertyOS und GEOS-SC
Mit LibertyOS, welches am 1. Dezember 1997 in einer Nachfolgeversion als GEOS-SC veröffentlicht wurde, verließ GeoWorks die x86-Desktop-Plattform und entwickelte in einer Abteilung, die nach der späteren GeoWorks-Entlassungswelle als Blue Mug firmierte, ein GEOS für Single-CPU-Handys mit RISC-CPU wie ARM, Hitachi SH und MIPS. Fokus war der japanische Handymarkt.
BlueMug ist seit der Selbständigkeit eine Auftrags-Firma die aus zehn Personen der von GeoWorks entlassenen GEOS-SC-Abteilung in Berkeley (Kalifornien) 1999 neu gegründet wurde und sich u. a. auf das Erstellen von grafischen Benutzeroberflächen (GUI) im Embedded-, PDA- und Handy-Markt spezialisiert hat. Führende Blue-Mug-Mitarbeiter haben schon das C64-GEOS mitentwickelt.
Im August 1998 kam GEOS-SC auch als Kernel, GUI mit Browser und Personal Java 1.1 für microITRON, einer Variante des in Japan führenden RTOS-Echtzeit-Handybetriebssystems yITRON, auf den Markt. yITRON ist ein Abkömmling des Nucleus-Betriebssystems von AT.
GEOS-SC kann nicht vom Endanwender erworben werden. Es wird vom Gerätehersteller lizenziert. GEOS-SC ist in C, Microsoft Visual C++ und Java programmierbar.
Derzeitiger stiller Rechteinhaber von GEOS-SC ist die Mitsubishi Electric.

## GEOS-SC-Geräte
GEOS-SC kam 1997 in den japanischen Smartphone-Geräten Toshiba Genio, Toshiba Dialo und in der Vorgängerversion LibertyOS 1998 im Mitsubishi Moem-D zum Einsatz. Die Toshiba Geräte waren mit Stift bedienbare PDAs mit integriertem 32-kbps-Handy für die japanischen PHS- und PDC-Handynetze. Das Moem-D, der Mobile Express Messenger, Mitsubishis erstes Smartphone mit großem Funktionsumfang war ein E-Mail-fähiges ARM-RISC-CPU-Handy mit einer auf GEOS-SC basierenden grafischen Benutzeroberfläche und diversen PIM-Applikationen für die japanische PDC- und NTT-DoCoMo-Netze.

## GEOS-E
Als GeoWorks mit PEN/GEOS in technischem Entwicklungsrückstand zu Palm und EPOC geriet, kaufte es die US-Firma EDEN GROUP und deren PDA-Betriebssystem EDEN OS auf. Daraus entwickelte GeoWorks parallel zum GEOS-SC das GEOS-E-Betriebssystem, welches im Seiko/Epson Locatio, einem Handy mit integrierter Kamera und GPS-Empfänger für das japanische PHS-Netz zur Anwendung kam. Mit GEOS-SC hat GEOS-E insoweit zu tun, dass es nachträglich die Versuche GeoWorks dokumentiert, mit Nokia für das Smartphone Communicator 9xxx im Geschäft zu bleiben. Nokia entschied sich jedoch für eine Zusammenarbeit mit Psion. Beide Firmen entwickelten das Psion-Betriebssystem EPOC zum Nachfolgeprodukt Symbian OS weiter und brachten es an Stelle von PEN/GEOS 3.0 erstmals in den Nokia-9xxx-Nachfolgemodellen zum Einsatz.